# Jingga
Jingga – indonezyjska grupa muzyczna istniejąca w latach 1995–1997.
W skład zespołu wchodziły dwie osoby: Therry Andreanus Charles Mully i Fe Utomo.
Ich pierwszy i jedyny album pt. Tentang Aku został wydany w 1996 r. nakładem wytwórni Ceepee Production. Utwór o tym samym tytule stał się lokalnym przebojem, a w późniejszym okresie był ponownie popularyzowany przez innych muzyków (Andien, zespół Nubica). Miejscowe wydanie magazynu „Rolling Stone” umieściło go na pozycji 75. w zestawieniu 150 indonezyjskich utworów wszech czasów. Piosenka została wykorzystana w ścieżce dźwiękowej filmu Aruna dan Lidahnya z 2018 r.